# 陳泰賢
陳泰賢（韓語：진태현，1981年2月15日—），韓國男演員。2001年MBC第33期公開選拔演員，原以本名金泰賢（김태현）出道，在2010年演出電視劇《南瓜花純情》時改藝名陳泰賢。

## 個人生活
通過《南瓜花純情》與同劇女演員朴詩恩結識而發展為戀人。2015年7月底，與朴詩恩正式步入禮堂。

## 演出作品

### 電視劇
- 2002年：MBC《自從遇见你》飾演 金秀鎮
- 2002年：MBC《羅曼史》
- 2002年：MBC《禮物》
- 2003年：MBC《屋塔房小貓》
- 2005年：SBS《薯童謠》
- 2005年：KBS《握住我的手》飾演 金中尉（短劇）
- 2006年：KBS《雪之女王》飾演 崔忠植
- 2007年：Super Action《S診所》
- 2007年：OCN《夏娃的誘惑》
- 2008年：KBS《我被你迷倒了》飾演 裴知勳
- 2008年：MBC《愛的謊言》飾演 姜亨宇
- 2009年：SBS《天使的誘惑》飾演 南周承
- 2010年：SBS《南瓜花純情》飾演 柳民修
- 2011年：MBC《階伯》飾演 翹岐
- 2011年：JTBC《仁粹大妃》飾演 燕山君
- 2012年：MBC《神的晚餐》飾演 何仁宇
- 2012年：KBS《Drama Special－玻璃監獄》
- 2012年：MBC《吳子龍走吧》飾演 陳勇錫
- 2013年：MBC《彷彿愛過》（客串）
- 2013年：SBS《我戀愛的一切》飾演 金尚秀
- 2013年：MBC《Drama Festival－不穩》飾演 昌原君（客串）
- 2013年：MBC《握住我的手》飾演 閔正賢
- 2014年：MBC《Hotel King》飾演 Roman李（特别演出）
- 2016年：SBS《對，就是那樣》飾演 劉成均（特别演出）
- 2016年：MBC《Monster》飾演 都光宇
- 2019年：KBS《左撇子妻子》飾演 金南俊
- 2023年：tvN《閃亮的西瓜》飾演 盧世範（46歲時期）

### 電影
- 2004年：《綁架愛情一百天》
- 2004年：《跆拳對決》
- 2005年：《我生涯中最美的一周》
- 2005年：《青燕》
- 2006年：《玩蛋倒數》
- 2007年：《夏娃的誘惑》
- 2007年：《我的雙面女友》
- 2008年：《男友從軍記》
- 2008年：《悲夢》
- 2009年：《鬼故事》
- 2012年：《一千零一魘》

### MV
- 2013年：Sohyang《Someday》（與朴詩恩）

## 獲獎
- 2005年：第13屆春史電影賞－男新人獎
- 2009年：SBS演技大賞－新星獎
- 2011年：SBS演技大賞－週末連續劇部門 男子特別演技獎

## 腳註
1. ↑  鄭宜熏. . 自由時報. 2011-07-29  [2021-09-10]. （原始内容存档于2021-09-10）.
2. ↑  朴詩恩、陳泰賢姐弟戀被踢爆 （页面存档备份，存于）韓星網（中文）

## 外部連結
- NAVER （页面存档备份，存于）
- 陳泰賢的X（前Twitter）
- 陳泰賢的Instagram帳戶